# جین مالری
 جین مالری (انگلیسی: Jean Malaurie؛ ۲۲ دسامبر ۱۹۲۲ – ۵ فوریهٔ ۲۰۲۴) یک دانشمند اهل فرانسه بود.